# خيزل
خَيْزَل (الاسم العلمي: Malope)، جنس نباتات مكون من ثلاث أنواع من فصيلة الخبازية. وغالبًا ما يُستخدم نوع Malope trifida نباتًا للزينة.

## الأنواع
- خيزل ثلاثي الفلق
- خيزل رخص